# Wereldkampioenschappen zwemmen 2022 – 4×100 meter vrije slag vrouwen
De 4×100 meter vrije slag voor vrouwen op de wereldkampioenschappen zwemmen 2022 in Boedapest vond plaats op 18 juni 2022. De acht snelste ploegen in de series kwalificeerden zich voor de finale.

## Records
Voorafgaand aan het toernooi waren dit het wereldrecord en het kampioenschapsrecord.
| Wereldrecord         | Australië Bronte Campbell Meg Harris Emma McKeon Cate Campbell        | 3.29,69 | Tokio   | 25 juli 2021 |
| Kampioenschapsrecord | Australië Bronte Campbell Brianna Throssell Emma McKeon Cate Campbell | 3.30,21 | Gwangju | 21 juli 2019 |

## Uitslagen

### Series
| Rang | Serie | Baan | Land                | Namen | Tijd    | Bijz. |
| ---- | ----- | ---- | ------------------- | --- | ------- | ----- |
| 1    | 2     | 4    | Australië           | Madison Wilson (52,99) Meg Harris (52,98) Leah Neale (53,85) Brianna Throssell (53,92)                                   | 3.33,74 | Q     |
| 2    | 2     | 5    | Verenigde Staten    | Kate Douglass (54,19) Mallory Comerford (53,86) Erika Brown (53,29) Natalie Hinds (53,89)                                | 3.35,23 | Q     |
| 3    | 1     | 4    | Canada              | Kayla Sanchez (53,51) Taylor Ruck (53,49) Rebecca Smith (54,29) Katerine Savard (54,05)                                  | 3.35,34 | Q     |
| 4    | 2     | 3    | Verenigd Koninkrijk | Lucy Hope (55,12) Anna Hopkin (53,03) Medi Harris (54,92) Freya Anderson (53,17)                                         | 3.36,24 | Q     |
| 5    | 1     | 3    | China               | Zhu Menghui (54,65) Ai Yanhan (54,31) Lao Lihui (54,26) Cheng Yujie (53,44)                                              | 3.36,66 | Q     |
| 6    | 1     | 5    | Nederland           | Kim Busch (55,45) Marrit Steenbergen (52,99) Tessa Giele (54,43) Valerie van Roon (54,69)                                | 3.37,56 | Q     |
| 7    | 2     | 6    | Brazilië            | Ana Carolina Vieira (54,65) Stephanie Balduccini (54,09) Giovanna Diamante (53,98) Giovana Medeiros (55,32)              | 3.38,04 | Q     |
| 8    | 1     | 6    | Hongarije           | Nikolett Pádár (55,01) Petra Senánszky (55,26) Dóra Molnár (54,91) Fanni Gyurinovics (53,86)                             | 3.39,04 | Q     |
| 9    | 2     | 7    | Zuid-Korea          | Jeong So-eun (55,26) Hur Yeon-kyung (55,87) Jung Hyun-young (55,89) Ko Mi-so (55,92)                                     | 3.42,94 |       |
| 10   | 2     | 2    | Israël              | Anastasia Gorbenko (54,35) Daria Golovaty (55,59) Aviv Barzelay (57,46) Lea Polonsky (56,19)                             | 3.43,59 |       |
| 11   | 1     | 2    | Thailand            | Jenjira Srisaard (58,96) Kamonchanok Kwanmuang (1.01,10) Phiangkhwan Pawapotako (1.01,56) Jinjutha Pholjamjumrus (58,60) | 4.00,22 |       |

### Finale
| Rang   | Baan | Land                | Namen | Tijd    | Bijz. |
| ------ | ---- | ------------------- | --- | ------- | ----- |
| Goud   | 4    | Australië           | Mollie O'Callaghan (52,70) Madison Wilson (52,60) Meg Harris (53,00) Shayna Jack (52,65)                    | 3.30,95 |       |
| Zilver | 3    | Canada              | Kayla Sanchez (53,45) Taylor Ruck (52,92) Maggie MacNeil (53,27) Penny Oleksiak (52,51)                     | 3.32,15 |       |
| Brons  | 5    | Verenigde Staten    | Torri Huske (52,96) Erika Brown (53,30) Kate Douglass (53,61) Claire Curzan (52,71)                         | 3.32,58 |       |
| 4      | 2    | China               | Zhang Yufei (54,81) Zhu Menghui (54,47) Yang Junxuan (52,79) Cheng Yujie (53,18)                            | 3.35,25 |       |
| 5      | 6    | Verenigd Koninkrijk | Anna Hopkin (53,70) Abbie Wood (55,03) Lucy Hope (54,00) Freya Anderson (52,70)                             | 3.35,43 |       |
| 6      | 1    | Brazilië            | Ana Carolina Vieira (54,78) Stephanie Balduccini (53,97) Giovanna Diamante (54,09) Giovana Medeiros (55,26) | 3.38,10 |       |
| 7      | 7    | Nederland           | Marrit Steenbergen (53,41) Tessa Giele (54,49) Kim Busch (55,47) Valerie van Roon (54,81)                   | 3.38,18 |       |
| 8      | 8    | Hongarije           | Nikolett Pádár (55,16) Fanni Gyurinovics (54,15) Petra Senánszky (54,88) Dóra Molnár (54,01)                | 3.38,20 |       |